# 아이돌마스터 밀리언 라이브! 시어터 데이즈
《아이돌마스터 밀리언 라이브! 시어터 데이즈》(THE IDOLM@STER MILLION LIVE! Theater days)는 반다이 남코 게임스가 2017년 6월 29일에 서비스를 시작한 안드로이드 및 iOS용 리듬 게임이다.

## 개요
본작인 2013년 2월 27일부터 GREE이 제공한 소셜게임「아이돌마스터 밀리언 라이브」를 배경으로 한 리듬게임이다. 2017년 3월 12일 일본 무도관에서 열린 라이브 이벤트「THE IDOLM@STER MILLION LIVE! 4thLIVE TH@NK YOU for SMILE!! Day3 Starlight Theater」제 1탄 PV와 함께 스마트폰 게임으로 제작되는 것을 발표하였다. 그 후, 2017년4월 30일, 마쿠하리 멧세 이벤트 홀에서 열린 니코니코 초회의 2017의 이벤트 내에서 제2탄 PV를 공개, 사전등록도 개최하였다. 사전등록수는 다음날 10만을 돌파, 그 다음날 20만을 돌파 한 주 만에 39만명 이 돌파하며 18일만에 100만을 돌파하였다.
2019년 6월29일에는 대한민국, 홍콩, 마카오, 대만에서도 서비스 계획을 발표하였고, 2019년 8월 30일부터 대한민국, 홍콩, 마카오, 대만에서 해당 국가의 언어로 서비스가 시작되었다. 하지만 약 2년후인 2021년 9월 30일 15시에 최종업데이트를 하고 10월 이후 대한민국, 홍콩, 마카오, 대만 서비스를 종료하기로 하였다.

## 등장 인물
THE IDOLM@STER에 등장하는 13명의 캐릭터와 아이돌마스터 밀리언 라이브!에 등장하는 37명의 캐릭터 이외에 새로운 아이돌 2명이 등장한다. 또한 플레이어 지원 역할을 하는 극장 사무원이 기존작의 오토나시 코토리가 아닌 아오바 미사키라는 새로운 인물이 등장한다.
- 사쿠라모리 카오리 (桜守 歌織)
- 시라이시 츠무기 (白石 紬)
- 아오바 미사키 (青羽 美咲)

## 수록곡
아이돌 마스터 밀리언 라이브!에 관련된 곡이 다수 수록되었고, 시어터 데이즈의 주제가인 Brand New Theater!가 새로 공개되었다. 음반으로는 THE IDOLM@STER MILLION THE@TER GENERATION 시리즈가 2017년 7월부터 발매됐고, 솔로 곡을 담은 THE IDOLM@STER MILLION LIVE! M@STER SPARKLE 시리즈가 2017년 8월부터 2018년 4월까지 발매됐다.